# Linda bei Neustadt an der Orla
Linda bei Neustadt an der Orla (amtlich: Linda b. Neustadt an der Orla) ist ein Ortsteil der Stadt Neustadt an der Orla im thüringischen Saale-Orla-Kreis. Zum Ortsteil gehören Linda, Steinbrücken, Köthnitz und Kleina.

## Geschichte
1378 wurde Linda östlich Pößneck urkundlich erstmals erwähnt. Eine kleine rechteckige Saalkirche geht in der Substanz auf die überlieferte Kirchengründung von 1497 zurück. Am Ort gibt es mehrere Hofanlagen mit backsteinsichtigen Wohnhäusern aus den Jahren 1902 bis 1910. Die Holländermühle aus der Mitte des 18. Jahrhunderts hatte bis 1867 einen Windradantrieb. Heute ist nur noch die technische Anlage im Innern erhalten.
Am 1. Juli 1950 wurden die bis dahin eigenständigen Gemeinden Kleina, Köthnitz und Steinbrücken eingegliedert.
Am 31. Dezember 2019 wurde die Gemeinde Linda in die Stadt Neustadt an der Orla eingemeindet, die bereits zuvor erfüllende Gemeinde für Linda war.

### Einwohnerentwicklung
Entwicklung der Einwohnerzahl (Stand jeweils 31. Dezember):
- 1994: 415
- 1995: 448
- 1996: 459
- 1997: 450
- 1998: 442
- 1999: 440
- 2000: 436
- 2001: 434
- 2002: 426
- 2003: 412
- 2004: 405
- 2005: 402
- 2006: 412
- 2007: 411
- 2008: 419
- 2009: 414
- 2010: 409
- 2011: 396
- 2012: 388
- 2013: 377
- 2014: 375
- 2015: 380
- 2016: 369
- 2017: 376
- 2018: 381

Datenquelle: Thüringer Landesamt für Statistik

## Politik

### Ehemalige Bürgermeisterin
Letzte Bürgermeisterin der Gemeinde war Ingrid Schulz (CDU).

## Sport
Größter Sportverein ist der SV Linda e. V. mit der Abteilung Fußball. Vereinsvorsitzender ist Jürgen Thuy.

## Kultur und Sehenswürdigkeiten

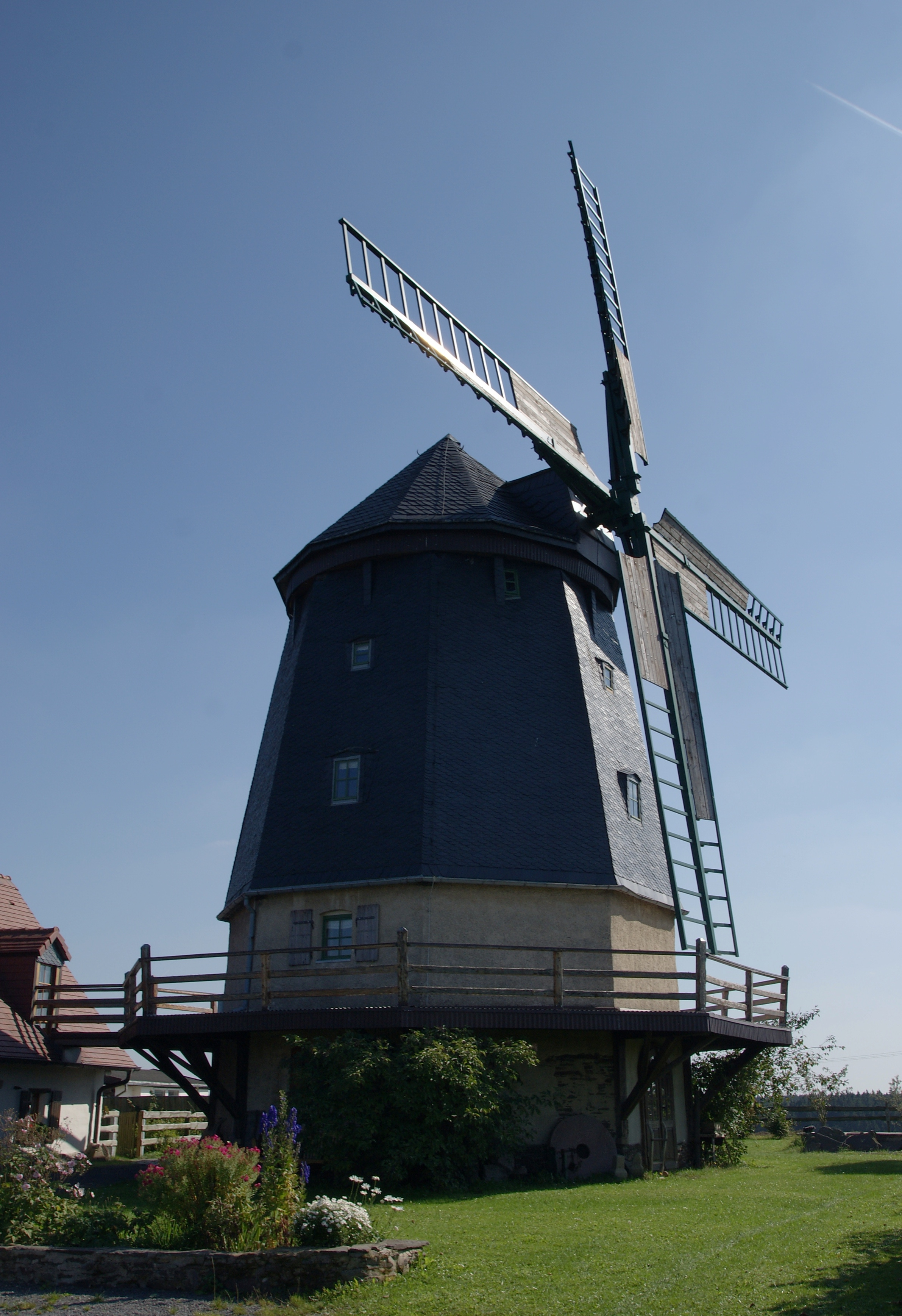
Knapp-Mühle

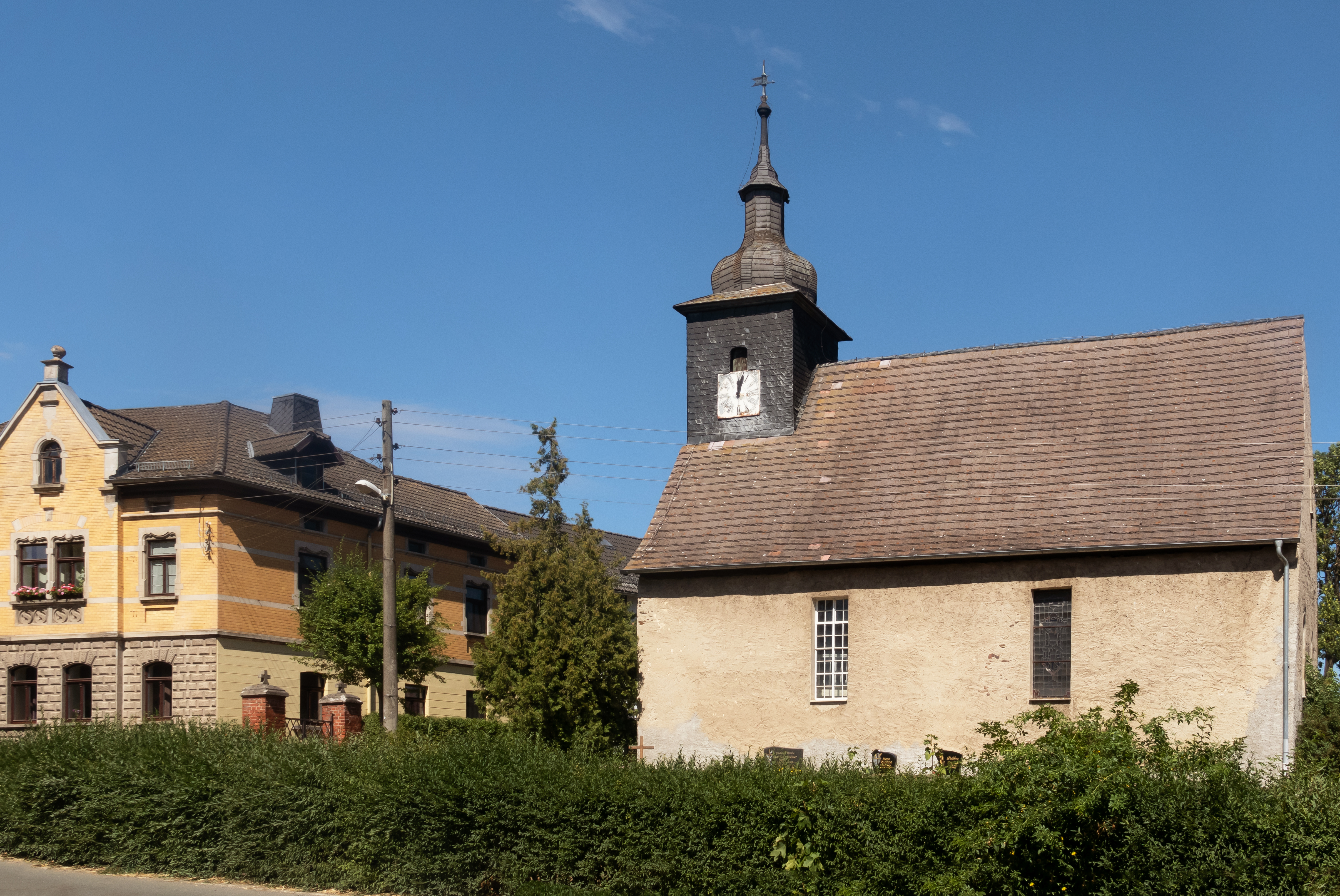
Dorfkirche

In der Flur von Linda befindet sich die einzige Galerieholländermühle Thüringens, sie trägt nach dem Besitzer den Namen Knapp-Mühle. In der restaurierten und liebevoll eingerichteten Mühle darf man sogar übernachten.
In Linda findet die jährlich die erste Kirmes der Region statt, dadurch ist sie sehr bekannt und immer gut besucht.